# Роберт Фултон
Роберт Фултон (енгл. Robert Fulton; Литл Бритн, 14. новембар 1765 — Њујорк, 24. фебруар 1815) је био амерички инжењер и иноватор, који је у великој мери заслужан за развој првог комерцијално успешног пароброда на свету, пароброда Норт Ривер (познатог и као Клермонт). Године 1807, тај пароброд је путовао реком Хадсон са путницима од Њујорка до Олбани и назад, повратно путовање од 300 nautical miles (560 kilometers), за 62 сата. Успех његовог пароброда променио је речни саобраћај и трговину на главним америчким рекама.
Године 1800, Наполеон Бонапарта, вођа Француске, наручио је од Фултона да покуша да дизајнира подморницу. Он је произвео је Наутилус, прву практичну подморницу у историји. Фултон је такође заслужан за проналазак неких од најранијих поморских торпеда на свету за употребу од стране Краљевске морнарице.

## Младост
Роберт Фултон је рођен на фарми у Малој Британији, Пенсилванија, 14. новембра 1765. Његов отац, Роберт Фултон, оженио се Мери Смит, ћерком капетана Џозефа Смита и сестром пуковника Лестера Смита, из релативно добростојеће породице. Роберт је имао је три сестре – Изабелу, Јелисавету и Марију, и млађег брата Аврама.
Шест година је живео у Филаделфији, где је сликао портрете и пејзаже, цртао куће и машине и могао је да шаље новац кући да би помогао својој мајци. Године 1785, Фултон је купио фарму у граду Хопевел у округу Вашингтон близу Питсбурга за 80 фунти (што је еквивалентно $12708 2018. године), и преселио своју мајку и породицу тамо.

## Радови
Фултон је постао заинтересован за пароброде 1777. године, када је посјетио Вилијама Хенрија од Ланкастера, у Пенсилванији, који је од раније био упознат са радовима Џејмса Вата на изградњи пароброда, кад је био у посјети Енглеској. Вилијам Хенри је затим успио изградити сопствену машину, те је 1767. године покушао да га угради у брод. Експеримент је био неуспјешан, јер је брод потонуо, али није изгубио интерес за даљи рад.
Године 1786, Фултон је отишао на студије у Паризу и тамо упознао Џејмса Рамзија, који је позирао за портрет у студију Бенџамина Веста, гдје је Фултон имао студентску праксу. Рамзи је био проналазач из Вирџиније који је од 1786. године имао сопствени пароброд у Шепардстауну (данас Западна Вирџинија). Доцније, 1793. године, Фултон је и америчкој и британској влади представио своје планове брода на пару, а у Енглеској је упознао Војводу од Бриџвотера, чији канал је раније био коришћен за пробне вожње и који је касније наручивао опрему од Вилијама Симингтона. Симингтон је још 1788. успио изградити брод на пару, а постоје наговјештаји да је Фултон знао за његове радове.
Године 1803, је саградио пароброд (брзине 6 km/h), те пароброд „Клермонт“, а 1807. године је успоставио редовну линију између Њујорка и Олбанија на ријеци Хадсон. Саградио је и „Демологос“, први ратни брод на парни погон. Поред радова на пароброду, Фултон се бавио и другим проналазаштвом: патентирао је машине за пређу кудеље, израду конопца и тестерисање и полирање мермера.

## Лични живот
Дана 8. јануара 1808, Фултон се оженио Харијет Ливингстон (1786–1824), ћерком Волтера Ливингстона и нећакињом Роберта Ливингстона, истакнутих људи у области реке Хадсон, чија породица датира из колонијалне ере. Харијет, која је била деветнаест година млађа од њега, била је добро образована и успешан сликар аматер и музичар. Они су имали четворо деце:
- Роберт Барлоу Фултон (1808–1841), који је умро неожењен.[8]
- Џулија Фултон (1810–1848), која се удала за адвоката Чарлса Блајта из Филаделфије.[8]
- Корнелија Ливингстон Фултон (1812–1893), која се удала за адвоката Едварда Чарлса Крерија (1806–1848) 1831.[7]
- Мери Ливингстон Фултон (1813–1861), која се удала за Роберта Мориса Ладлоа (1812–1894), родитеља Роберта Фултона Ладлоу.[3]

Фултон је умро 1815. у Њујорку од туберкулозе (тада познате као „конзумација“). Ишао је кући залеђеном реком Хадсон када је један од његових пријатеља, Томас Адис Емет, пропао кроз лед. Спашавајући свог пријатеља, Фултон се натопио леденом водом. Верује се да је оболео од упале плућа. Када је дошао кући, болест му се погоршала. Дијагностикована му је конзумација и преминуо је са 49 година. После његове смрти, његова удовица се поново удала за Чарлса Августа Дејла 26. новембра 1816. године.
Сахрањен је на гробљу епископске цркве Тринити на Волстриту у Њујорку, у близини других значајних Американаца као што су бивши амерички секретари за трезор Александар Хамилтон и Алберт Галатин. Један од његових потомака је Кори Лидл, бивши бацач Главне лиге бејзбола.

## Оставштина
Влада Гватемале је 1910. године подигла бисту Фултона у једном од паркова Гватемала Ситија.
Године 2006, Фултон је уврштен у „Националну кућу славних проналазача“ у Александрији, Вирџинија.

## Галерија
- Фултон представља свој пароброд Бонапарти 1803.
- Дизајн подморнице у пресеку Роберта Фултона, 1806
- Надгробни споменик Роберта Фултона у цркви Тринити (епископској) у Њујорку
- Фултонова скулптура Каспара Буберла у Бруклинском музеју, 1872.
- Мермерна статуа Хауарда Робертса у Дворани статуа Капитола Сједињених Држава, 1878–1883
- Комеморативна марка за прославу Хадсон-Фултона, издање 1909
- Комеморативна марка поводом 200. годишњице, издање 1965, заснована на Худоновој бисти
- Роберт Фултон (са Семјуелом Ф. Б. Морсом) приказан на полеђини сребрног сертификата од 2 долара из 1896. из Трезора Сједињених Држава

## Публикације
- Torpedo war, and submarine explosions published 1810.
- A Treatise on the Improvement of Canal Navigation Архивирано на веб-сајту  (31. децембар 2004), 1796. From the University of Georgia Libraries in DjVu & layered PDF Архивирано на веб-сајту  (24. август 2006) formats.
- A Treatise on the Improvement of Canal Navigation 1796. From Rare Book Room.